# Herb gminy Leśniowice
Herb gminy Leśniowice – symbol gminy Leśniowice, ustanowiony 22 maja 1997.

## Wygląd i symbolika
Herb przedstawia na tarczy w polu niebieskim srebrną podkowę zwieńczoną złotym krzyżem trzyramiennym, bez prawej belki, a w jej środku złoty pełny krzyż. Jest to godło z herbu Krzywda. 